# Api Claudi Cec

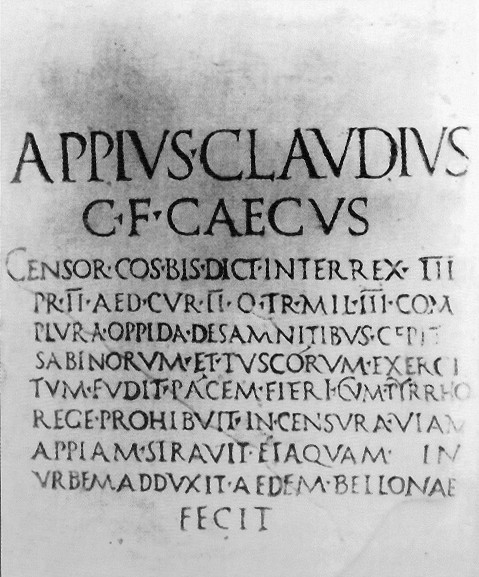
Placa commemorativa a Api Claudi Cec (Museu de la civilització romana). Personatge considerat significatiu pel que fa al seu esforç per fer que la cultura romana adoptès les formes més destacades de la civilització grega.

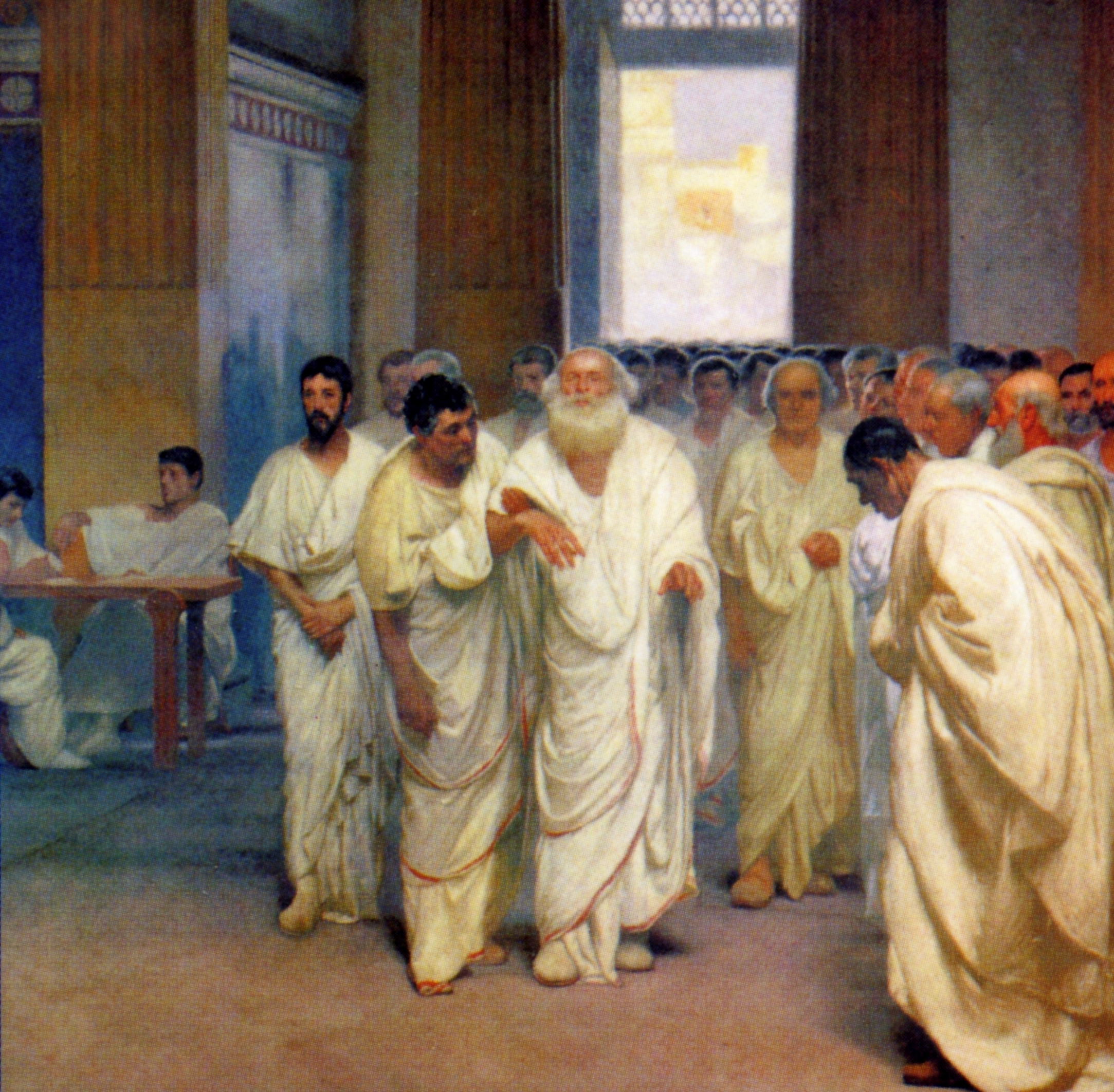

Api Claudi Cec (llatí: Appius Claudius C. f. Ap. n. Caecus) era fill del dictador romà Gai Claudi Cras. Se suposa que era cec però probablement va esdevenir cec ja de gran. Va ser dues vegades edil curul i el 312 aC va ser censor amb Gai Plauci Venox, sense haver estat abans cònsol. Per aconseguir addictes va revisar les llistes senatorials i va omplir les vacants amb cavallers provinents de fora de la classe senatorial, contra el parer del seu col·lega.
L'any següent Plauci va renunciar, però ell va romandre al càrrec con únic censor. Va reorganitzar les tribus i hi va incloure als lliberts, de manera que aquests van predominar en moltes tribus. Va ser el constructor de la via Àpia iniciada a Càpua, i de l'aqüeducte Api (Aqua Appia), i que sembla que va finançar amb la venda de terres de domini públic. Va ser censor quatre anys.

## Magistratures
L'any 307 aC va ser elegit cònsol, però els anteriors cònsols van tenir el comandament prorrogat. El seu col·lega era Luci Volumni Flamma Violent. Api es va oposar tènuement a la pròrroga del comandament dels cònsols, però finalment va cedir donades les circumstàncies de la guerra contra els samnites. Es creu que Api Claudi encara estava exercint la censura i el tribú de la plebs Luci Furi, va vetar el seu nomenament fins que no va renunciar al càrrec de censor.
S'havia iniciat una guerra contra els sallentins (una tribu samnita), la direcció de la qual va ser encarregada a Volumni mentre Api Claudi va romandre a Roma. Volumnius va obtenir diverses victòries i va ocupar diverses ciutats sallentines a l'assalt. Volumnius, de caràcter generós i cordial, era molt apreciat. El procònsol Quint Fabi Màxim Rul·lià va col·laborar en la derrota prop d'Allifae. Els samnites van conservar el camp durant el dia, però a la nit hi van entrar els romans i ningú es va poder escapar. A la matinada van oferir la rendició que els romans van acceptar a condició d'entregar l'armament i passar sota el jou. Uns set mil aliats samnites van ser venuts com esclaus, amb l'excepció d'aquells qui van dir ser hèrnics, que van ser separats, posats sota custòdia i després enviats al senat. Es va ordenar una investigació sobre si havien lluitat amb els samnites com a voluntaris o com a reclutats, i mentrestant els van entregar en custodia a les ciutats llatines.
Tot i procedir de família patrícia va tenir diverses actuacions afavorint les classes humils:
- L'any 306 aC va recolzar a la Llei Ogúlnia (obertura dels càrrecs de pontífex i àugur als plebeus).
- Va reorganitzar les tribus i hi va incloure als lliberts, de manera que aquests van predominar en moltes tribus.
- Per iniciativa seva, va manar al seu secretari Gneu Flavi la publicació i difusió dels Fasti i altres textos de procediments legals, fins al moment exclusius de la classe patrícia.[7]

L'any 298 aC va ser interrex càrrec que sembla va ocupar tres vegades segons una inscripció.
El 305 aC va dedicar un temple a la deessa Bel·lona i va exercir com a pretor fins que el cònsol Fabi el va enviar a Roma. Va ser també dictador, però no se sap quin any.
Va promoure la construcció de la Via Apia per facilitar l'expansió de Roma cap a la Magna Grècia.

## Segon consolat
Va ser cònsol amb Volumni per segona vegada el 296 aC i va dirigir les tropes al Samni amb èxit i després a Etrúria on es va salvar d'una situació militar delicada mercès al seu col·lega Volumni, junt amb el qual va derrotar l'exèrcit combinat d'etruscs i samnites.
Ja molt vell i cec es va oposar en un discurs al senat a la proposta de Cinees, l'ambaixador del rei Pirros de l'Epir, i va arrossegar els senadors cap al seu punt de vista.

### Obres escrites
Va escriure les Sententiae, un recull de màximes morals que van rebre molt bona crítica per part del filòsof Paneci de Rodes. Segons opinió de Ciceró, aquest escrit tenia influència de l'escola pitagòrica, però els estudis més recents citen com a origen de la seva inspiració els versos de la Nova comèdia grega. D'aquesta obra només s'han conservat tres fragments, un dels quals són sentències amb les quals fa una proposta per resoldre el problema del rotacisme en la parla (fragment nº2). Es creu que la totalitat de les sentències devien estar escrites en versos saturnins. El tercer fragment ens ha arribat a través d'una còpia del Pseudo Sallusti.
Va deixar també escrit un tractat legal (De Usurpationibus) i podria ser l'autor de Actiones. Però hi ha una certa cautela sobre l'autenticitat d'aquestes obres.

## Descendència
Va deixar quatre fills i cinc filles.